# Nick Suzuki
Nicholas "Nick" Suzuki, född 10 augusti 1999, är en kanadensisk professionell ishockeyforward som spelar för Montreal Canadiens i National Hockey League (NHL).
Han har tidigare spelat för Chicago Wolves i American Hockey League (AHL) och Owen Sound Attack och Guelph Storm i Ontario Hockey League (OHL).
Suzuki draftades av Vegas Golden Knights i första rundan i 2017 års draft som 13:e spelare totalt.
Han är bror till Ryan Suzuki.

## Statistik
| 2014–2015  | London Jr. Knights | AH         | 31  | 34  | 34  | 68  | 16  | 13 | 4  | 5  | 9  | 10 |
|            | London Nationals   | GOJHL      | 1   | 0   | 1   | 1   | 0   | —  | —  | —  | —  | —  |
| 2015–2016  | Owen Sound Attack  | OHL        | 63  | 20  | 18  | 38  | 4   | 6  | 2  | 0  | 2  | 0  |
| 2016–2017  | Owen Sound Attack  | OHL        | 65  | 45  | 51  | 96  | 10  | 17 | 8  | 15 | 23 | 10 |
| 2017–2018  | Owen Sound Attack  | OHL        | 64  | 42  | 58  | 100 | 18  | 11 | 3  | 9  | 12 | 2  |
|            | Chicago Wolves     | AHL        | —   | —   | —   | —   | —   | 1  | 0  | 0  | 0  | 0  |
| 2018–2019  | Owen Sound Attack  | OHL        | 30  | 22  | 23  | 45  | 4   | —  | —  | —  | —  | —  |
|            | Guelph Storm       | OHL        | 29  | 12  | 37  | 49  | 8   | 24 | 16 | 26 | 42 | 16 |
| 2019–2020  | Montreal Canadiens | NHL        | 71  | 13  | 28  | 41  | 6   | 10 | 4  | 3  | 7  | 0  |
| 2020–2021  | Montreal Canadiens | NHL        | 56  | 15  | 26  | 41  | 26  | 22 | 7  | 9  | 16 | 2  |
| 2021–2022  | Montreal Canadiens | NHL        | 82  | 21  | 40  | 61  | 30  | —  | —  | —  | —  | —  |
| 2022–2023  | Montreal Canadiens | NHL        | 82  | 26  | 40  | 66  | 33  | —  | —  | —  | —  | —  |
| 2023–2024  | Montreal Canadiens | NHL        | 82  | 33  | 44  | 77  | 36  | —  | —  | —  | —  | —  |
| 2024–2025  | Montreal Canadiens | NHL        | 53  | 15  | 37  | 52  | 6   | —  | —  | —  | —  | —  |
| NHL totalt | NHL totalt         | NHL totalt | 426 | 123 | 215 | 338 | 137 | 32 | 11 | 12 | 23 | 2  |
| OHL totalt | OHL totalt         | OHL totalt | 251 | 141 | 187 | 328 | 44  | 58 | 29 | 50 | 79 | 28 |

### Internationellt
| Källa: Uppdaterad: 2019-10-04 | Källa: Uppdaterad: 2019-10-04 | Källa: Uppdaterad: 2019-10-04 |         | Utv = Utvisningsminuter | Utv = Utvisningsminuter | Utv = Utvisningsminuter | Utv = Utvisningsminuter | Utv = Utvisningsminuter |
| År                            | Lag                           | Mästerskap                    | Matcher | Mål                     | Assists                 | Poäng                   | Utv                     |                         |
| ----------------------------- | ----------------------------- | ----------------------------- | ------- | ----------------------- | ----------------------- | ----------------------- | ----------------------- | ----------------------- |
| 2016                          | Kanada                        | Ivan Hlinka                   | 4       | 1                       | 2                       | 3                       | 0                       |                         |
| 2019                          | Kanada                        | JVM                           | 5       | 0                       | 3                       | 3                       | 4                       |                         |
| Junior totalt                 | Junior totalt                 | Junior totalt                 | 9       | 1                       | 5                       | 6                       | 4                       |                         |